# Manifesto Records
Manifesto Records es un sello discográfico independiente con sede en Los Ángeles, California, que ha publicado discos de Dead Kennedys, Tom Waits, Tim Buckley, Lilys, Concrete Blonde, Cranes (banda), Sing-Sing (banda), The Czars , Screamin 'Jay Hawkins, The Rugburns, Cinerama (banda), y otros. Manifesto lanzó el catálogo completo de Dead Kennedys en 2001 después de que la banda obtuviera los derechos de Alternative Tentacles. Manifiesto es también el hogar de una huella de la impronta de Mark Volman y Howard Kaylan de The Turtles, llamado FloEdCo; Esta imprenta ha editado álbumes de The Turtles y Flo & Eddie. En noviembre de 2015, Manifiesto volvió a publicar todo el catálogo de Lee Michaels que había estado en A & M Records.

Manifesto está dirigido por Evan Cohen, abogado de derechos de autor y de música y sobrino de Herb Cohen, exgerente de Frank Zappa, Tim Buckley, Linda Ronstadt, Tom Waits y otros.
En agosto de 2015, la marca anunció que estaba firmando con varios nuevos artistas, entre ellos Drinking Flowers, Cellars y Band Aparte.